# Serafin (Pasanajew)
Serafin, imię świeckie Jewgienij Leonidowicz Pasanajew (ur. 24 kwietnia 1968 r. w Joszkar-Ole) – rosyjski biskup prawosławny.

## Życiorys
Po ukończeniu szkoły średniej i odbyciu zasadniczej służby wojskowej pracował w kombinacie leśniczym "Mariles". W latach 1993-1998 był studentem konserwatorium państwowego im. L. Sobinowa w Saratowie. Równocześnie w latach 1997-2000 był słuchaczem seminarium duchownego w Saratowie. W latach 2000-2001 był również asystentem prorektora seminarium ds. wychowawczych. W 2001 r. podjął pracę w eparchii joszkar-olijskiej jako świecki misjonarz. Kontynuował naukę teologii w trybie zaocznym, studiując w latach 2001-2007 na Moskiewskiej Akademii Duchownej, uzyskując ostatecznie stopień kandydata nauk teologicznych.
Święcenia diakońskie przyjął 19 sierpnia 2007 r. w cerkwi Narodzenia Matki Bożej w Siemienowce, z rąk arcybiskup joszkar-olijskiego i marijskiego Jana, który też skierował go do służby w cerkwi Zaśnięcia Matki Bożej w Joszkar-Ole. 21 września 2007 r. został przez tego samego hierarchę wyświęcony na kapłana. W latach 2007-2008 był asystentem kierownika eparchialnego oddziału kształcenia religijnego i katechizacji. Pełnił również obowiązki kapelana prawosławnego towarzystwa trzeźwości (2008-2015), Federalnej Służby Kontroli Obrotu Narkotykami w republice Mari El (2009-2015) i szpitala narkologicznego w Joszkar-Ole (2010-2015). 30 marca 2010 r. został postrzyżony na mnicha przez arcybiskupa joszkar-olijskiego i marijskiego Jana, przyjmując imię zakonne Serafin na cześć świętego mnicha Serafina z Wyricy.
W 2015 r. został sekretarzem zarządu eparchii joszkar-olijskiej.
12 marca 2024 r. Święty Synod Rosyjskiego Kościoła Prawosławnego nominował go na biskupa minusińskiego i kuragińskiego. W związku z tą nominacją 17 marca tego samego roku otrzymał godność archimandryty.
Jego chirotonia biskupia odbyła się 28 kwietnia 2024 r. pod przewodnictwem patriarchy moskiewskiego i całej Rusi Cyryla, w soborze Chrystusa Zbawiciela w Moskwie.